# Hódzsó (formagyakorlat)
A hódzsó (法定之形; Hepburn: hōjō no kata) a dzsikisinkage-rjú kendzsucu legfontosabb és az egyik legősibb, több mint 400 éves formagyakorlata, mely négy részből áll. Ezek: tavasz, nyár, ősz és a tél. A forma a szakadatlan változást, a négy évszak ismétlődését jelképezi. Az egyes részeket az évszakok hangulatának megfelelően kell végrehajtani, például a tavaszt (furu) jelképező hasszó happa nevű részt gyors, határozott mozdulatok alkotják. A végrehajtás alatt a természet újjászületésére kell koncentrálni. A formát két ember, az ucsitacsi (támadó) és a sitacsi (védő) mutatja be, a megszokottnál vastagabb, egyenes bokutóval, az úgynevezett hódzsó-bokkennel. A gyakorlat közben a sitacsi és az ucsitacsi végig egymást figyeli.
Hódzsó a kötél, zsineg egyik megnevezése is. A hódzsó-dzsucu a megkötözés művészete, amit például a sindenfudó-rjú is tanít, és a jorikik (feudális rendőrök) is alaposan ismerték.

## A kata részei
1. Ipponme – tavasz (haru no tacsi): hasszó happa 八相発破
2. Nihonme – nyár (nacu no tacsi): itto rjodan 一刀両断
3. Szanbonme – ősz (aki no tacsi): uten szaten 右転左転
4. Jonhonme – tél (fuju no tacsi): csotan icsimi 長短一味

## Korjú (古流)
A korjú("régi stílusú") kata a Hódzsó régi változata, melyet a magyarországi irányzat a Naganuma-ha szerint gyakorol. Ebben a formában - a Hódzsóval ellentétben - a nyár és az ősz részt folyamatosan, egymásba olvadva hajtják vére, erre utal a felsorolás is. A katának létezik egy régebbi változata is ("Oh Koryu"). E kata másik neve a "habiki" (刃挽), mivel életlen fémkarddal ("habiki") kell eredetileg végrehajtani.
1. 01 Hasszó Happa 八相発破
2. 02-03 Itto Rjodan / Uten Szaten 一刀両断 / 右転左転
3. 04 Csotan Icsimi 長短一味